# Black Mirror: Bandersnatch
Black Mirror: Bandersnatch, noto anche come Bandersnatch, è un film TV interattivo pubblicato su Netflix il 28 dicembre 2018, pensato come parte della serie antologica Black Mirror. È stato scritto da Charlie Brooker e diretto da David Slade.
In Bandersnatch è lo spettatore a prendere le decisioni per il protagonista: un giovane programmatore (Fionn Whitehead) che nel 1984 tenta di creare un videogioco basato su un librogame. Il titolo fa riferimento alla vicenda di un omonimo videogioco di Imagine Software, mai pubblicato in seguito al fallimento dell'azienda. Ci sono anche dei riferimenti a opere di Lewis Carroll, ove è presente una creatura chiamata Bandersnatch.
I produttori esecutivi Charlie Brooker e Annabel Jones sono stati contattati da Netflix per realizzare un film interattivo nel maggio 2017, dopo che Netflix aveva già realizzato altre opere interattive per bambini. La difficoltà nello scrivere una sceneggiatura non lineare ha portato Netflix a creare un software su misura chiamato Branch Manager. Le riprese e la produzione hanno richiesto più tempo rispetto ai tipici episodi di Black Mirror. Il trailer di Bandersnatch è stato pubblicato il 27 dicembre 2018, il giorno prima dell'uscita del film.

## Descrizione
Bandersnatch è un film interattivo, in cui in vari punti viene chiesto allo spettatore di effettuare una scelta che influisce sulla trama. Un breve tutorial, che varia a seconda del dispositivo usato, spiega allo spettatore come effettuare le scelte. Si hanno dieci secondi a disposizione, dopodiché viene presa una decisione predefinita. Una volta finita la visione, allo spettatore viene data l'opzione di tornare indietro e fare una scelta diversa. La durata media del film è di 90 minuti, ma il percorso più veloce è di soli 40, mentre quello più lungo di 2 ore e mezza. In totale sono presenti 150 minuti di riprese diverse suddivise in 250 segmenti. Secondo Netflix i finali "principali" sono cinque, ognuno con alcune varianti, ma il produttore Russell McLean considera invece come finali dieci o dodici segmenti diversi, alcuni meno conclusivi di altri. Il regista David Slade ha dichiarato che tra i vari finali sono sparsi diversi easter egg, alcuni particolarmente difficili da individuare. Secondo i produttori esecutivi Charlie Brooker e Annabel Jones, nessun finale è preferibile rispetto a un altro, anche perché alcuni di essi potrebbero non essere considerati dei veri e propri finali in senso stretto.
In molti casi, una volta che lo spettatore raggiunge un finale, il film interattivo permette di riconsiderare una particolare scelta critica in modo da accedere ad altri finali, o in alternativa di visualizzare direttamente i crediti del film. In alcuni casi è possibile raggiungere lo stesso segmento in modi diversi, ma allo spettatore vengono mostrate opzioni differenti in base alle scelte effettuate precedentemente. In altri casi, lo spettatore è guidato verso una specifica narrazione, indipendentemente dalle scelte effettuate. Lo spettatore ha la possibilità di ricominciare dall'inizio la visione di Bandersnatch, ma questo cancellerà tutte le informazioni relative alle scelte effettuate su quel dispositivo.

## Trama
Nell'Inghilterra del 1984, il giovane programmatore Stefan Butler sta progettando un innovativo videogioco interattivo basato sul librogame Bandersnatch del visionario Jerome F. Davies. Stefan propone la demo alla società Tuckersoft, diretta da Mohan Thakur, che ha tra i suoi programmatori il famoso Colin Ritman, autore dei principali videogiochi in voga all'epoca. A Stefan viene proposto un team di collaboratori e di progettare il gioco nell'ufficio messo a disposizione dalla società: se il protagonista dovesse accettare, Colin gli riferirebbe che ha fatto la scelta sbagliata e l'episodio ricomincerebbe da capo, seppur in forma di riassunto, con la possibilità di scegliere diversamente. Se invece Stefan rifiutasse l'offerta, continuerebbe a lavorare al gioco da solo nella propria cameretta.
Il ragazzo è sotto terapia presso la dottoressa R. Haynes e gli viene proposto di parlare riguardo alla morte della propria madre, che morì nel deragliamento di un treno che non avrebbe dovuto prendere. Infatti Stefan, all'epoca un bambino, ha insistito per cercare il proprio pupazzo, facendo perdere tempo alla madre, costretta a prendere il treno successivo, e si è rifiutato di andare con lei senza il suo giocattolo (che il padre, Peter, gli aveva nascosto poiché trovava inaccettabile che un bambino maschio giocasse con i pupazzi). Un'altra delle scelte a cui lo spettatore si trova di fronte è se seguire Colin o se proseguire la terapia: nel caso si scegliesse la prima opzione, il programmatore porterebbe Stefan al suo appartamento, dove assumerebbero sostanze allucinogene parlando di una realtà pilotata e dell'esistenza di più realtà: a sostegno di ciò, Colin proporrebbe a Stefan di gettarsi dal balcone; lo spettatore può scegliere se far gettare Colin o Stefan.
Quando scade il termine per consegnare il gioco alla società, Stefan riscontra ancora errori e bug nella programmazione, e inizia a sospettare di essere controllato da forze esterne, dubitando del padre e della dottoressa Haynes. Stefan si immedesima in Jerome F. Davies, l'autore del libro, che, in seguito all'uso di sostanze allucinogene e all'impossibilità di gestire tutte le storylines del suo romanzo, decapita la moglie nel corso di una crisi di nervi, imbrattando le mura di casa con un glifo raffigurante una biforcazione. Quando l'esaurimento di Stefan inizia a prendere piede, lo spettatore ha la possibilità di manifestarsi attraverso il computer del protagonista: la prima opzione è rivelare che egli è parte di un programma d'intrattenimento rilasciato su Netflix nel XXI secolo, e da lì si arriva ad un ulteriore bivio. In alternativa lo spettatore può far scoprire a Stefan una cassaforte, che può contenere o il pupazzo sequestratogli da piccolo o documenti riservati che attestano il controllo delle menti come parte di un esperimento governativo.

### Finali
I finali possibili sono molteplici. Secondo Netflix quelli principali sono cinque, ma con delle variazioni in base alle diverse scelte effettuate durante il film:
- Stefan ha una furiosa lite con la psicoanalista e con il padre, credendo di essere controllato dallo spettatore proveniente dal ventunesimo secolo.[13]
- Si scopre che Stefan è un attore di nome Mike e suo padre è il regista incaricato delle riprese.[13]
- Stefan uccide suo padre in una crisi nervosa e fa a pezzi il cadavere, ottenendo la concentrazione sufficiente per ultimare il gioco che riceve una valutazione di cinque stelle su cinque. Tuttavia l'omicidio viene scoperto e il videogioco ritirato dai negozi. Segue una scena ambientata ai giorni nostri, in cui Pearl Ritman, figlia di Colin, programma per Netflix una serie basata sulla vicenda di Bandersnatch, riscontrando però le stesse difficoltà affrontate da Jerome F. Davies e Stefan.[13]
- Stefan uccide suo padre in una crisi nervosa e seppellisce il cadavere, ma viene scoperto dalla polizia e si ritrova in carcere a disegnare sulle pareti gli stessi simboli che all'epoca disegnò Jerome F. Davies. In base alle scelte compiute in precedenza, è possibile che Stefan uccida anche Colin o Thakur, oltre a suo padre. L'esito ultimo non cambia: Stefan finisce sempre in carcere.[13]
- Stefan recupera il pupazzo Rabbit dalla cassaforte e lo riposiziona sotto il letto, permettendo al sé stesso bambino nel passato di trovare il pupazzo e prendere assieme alla madre il treno destinato a deragliare. Lo scenario improvvisamente si sposta di nuovo nel 1984 dove la psicologa constata l’improvvisa morte dello Stefan adulto durante la seduta.[13]

Alcuni finali avvengono prima del previsto: in questi casi non appaiono i crediti del film e lo spettatore deve ricominciare per prendere una scelta diversa. In uno di questi Stefan si lancia dalla finestra di Colin e muore senza aver finito il suo gioco, in un altro Stefan prende le pillole che gli prescrive la terapista e finisce il gioco ottenendo due stelle e mezzo.
In un finale, molto improbabile da raggiungere, Stefan sta viaggiando sullo stesso pullman in cui viaggia all'inizio del film per raggiungere la Tuckersoft ma, invece di scegliere la cassetta di un gruppo, Stefan estrae il nastro del suo gioco finito, Bandersnatch.

## Personaggi ed interpreti
- Stefan Butler, interpretato da Fionn Whitehead.[16]
Giovane programmatore che vuole progettare un videogioco interattivo ispirato al librogame immaginario Bandersnatch.
- Colin Ritman, interpretato da Will Poulter.[16]
Programmatore di videogiochi di successo che lavora presso l'azienda sviluppatrice di videogiochi Tuckersoft.
- Dottoressa Haynes, interpretata da Alice Lowe.[16]
Medico presso cui Stefan è in cura.
- Peter Butler, interpretato da Craig Parkinson.[16]
Padre di Stefan.
- Mohan Thakur, interpretato da Asim Chaudhry.[16]
Capo di Stefan e Colin alla Tuckersoft.
- Jerome F. Davies, interpretato da Jeff Minter.[16]
Visionario autore del libro interattivo da cui prende ispirazione Stefan.

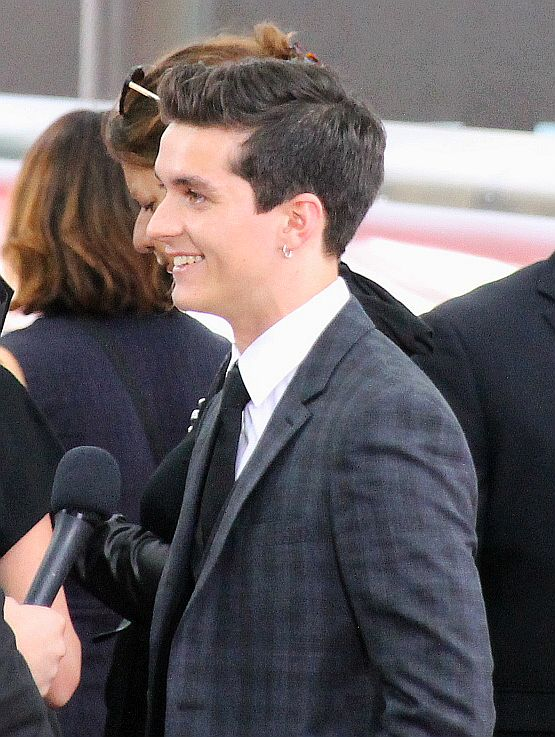
Fionn Whitehead
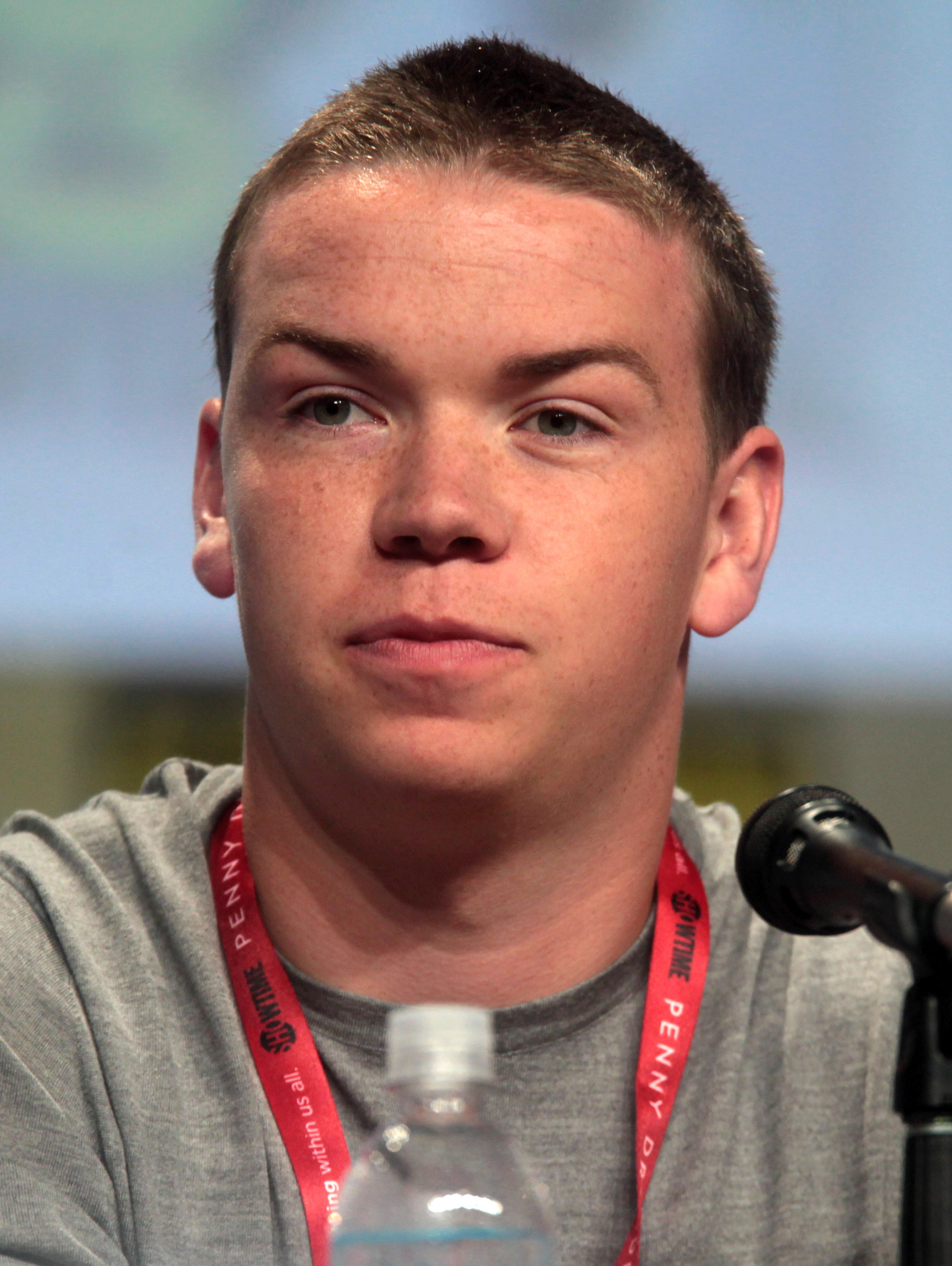
Will Poulter
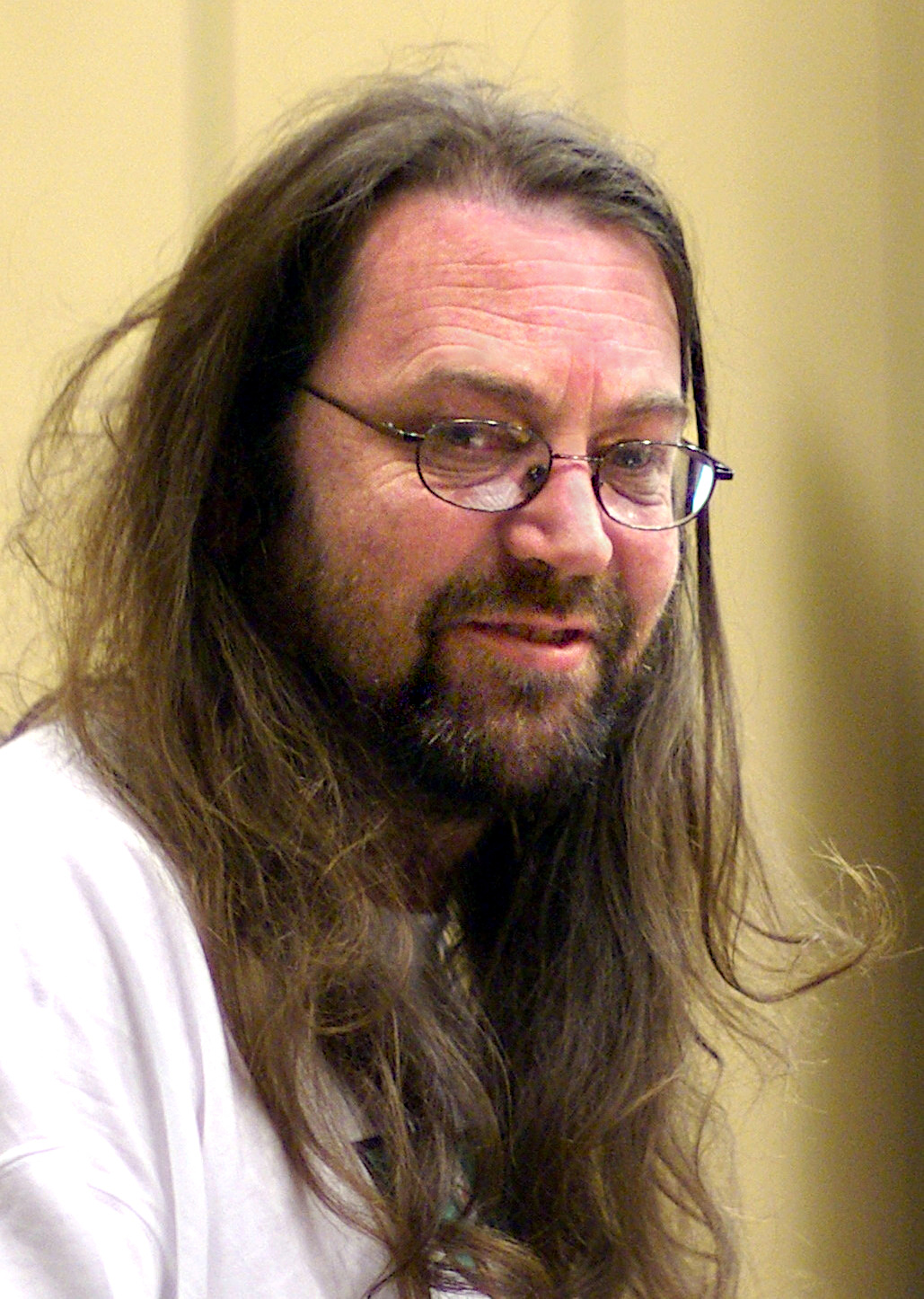
Jeff Minter

## Produzione

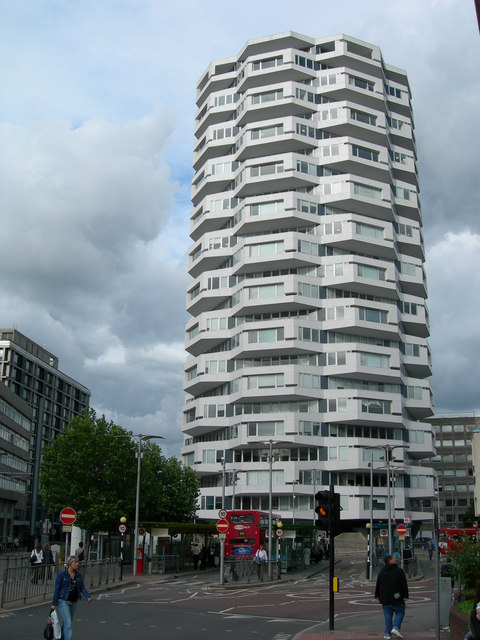
Il grattacielo No. 1 Croydon, usato per il quartier generale della Tuckersoft.

Bandersnatch è stato pubblicato su Netflix il 28 dicembre 2018 ed è disponibile in 28 lingue. Netflix aveva già pubblicato in passato alcune produzioni interattive per bambini, come la serie animata di DreamWorks Puss in Book nel 2017 e Minecraft: Story Mode nel 2018. Bandersnatch è il primo contenuto interattivo di Netflix destinato a un pubblico più maturo.

### Concetto e scrittura
Il film è stato scritto dal creatore della serie Charlie Brooker, contattato da Netflix assieme alla produttrice esecutiva Annabel Jones nel maggio del 2017 per realizzare un episodio interattivo. Inizialmente avevano intenzione di rifiutare l'offerta, non convinti di come offrire un'esperienza interattiva che ricordava loro i lenti videogiochi su laserdisc. Poche settimane dopo, tuttavia, durante una riunione per scrivere la sceneggiatura, hanno concepito una trama che avrebbe funzionato solo come film interattivo, incentrata su un programmatore che creava un videogioco ispirato da un librogame. Questa idea li ha convinti che l'interattività sarebbe stata valorizzata dalla trama, piuttosto che essere un semplice espediente. L'idea di avere diversi finali era già stata concepita da Brooker in occasione dell'episodio della terza stagione Giochi pericolosi, quando aveva intenzione di realizzare una nuova versione dell'episodio sbloccabile al termine dello stesso, con un finale molto più cupo.
In un primo momento Brooker aveva in mente una storia più semplice per Bandersnatch, che permettesse di scegliere solo alcune scene finali, finché non ebbe l'idea di tener conto delle scelte precedenti per modificare la trama in maniera più sostanziale. Per mantenere la narrazione coerente coi numerosi finali diversi, Brooker ha incentrato la trama intorno alla libertà di scelta o all'illusione di quella libertà.

### Design tecnico
Su suggerimento di Netflix, ha scritto la sceneggiatura di 170 pagine con Twine, un software per la creazione di narrativa interattiva, e ha utilizzato anche Scrivener, Final Draft e Blocco note di Microsoft. A richiedere più tempo è stata la struttura di base del film, la sceneggiatura ha avuto sette versioni diverse. Bandersnatch ha richiesto uno sviluppo della trama più complesso rispetto alle precedenti opere interattive per bambini, e per l'occasione lo staff di Netflix ha creato un software su misura chiamato Branch Manager. Ci sono state diverse discussioni per stabilire il numero di scelte che lo spettatore avrebbe dovuto fare e su che ritmo seguire nel film. Le diverse ramificazioni della trama continuavano a essere sviluppate anche in pre-produzione.
Per rendere lo streaming fluido durante il passaggio tra le scelte, entrambe le scene vengono pre-caricate; per questo motivo Bandersnatch non è disponibile su alcuni dispositivi meno recenti, o su Chromecast o Apple TV. Per aiutare gli spettatori che potrebbero non avere familiarità con il funzionamento dei giochi di avventura, il film include una prima scelta, apparentemente banale, sul tipo di cereali usati da Stefan per fare colazione. Questo serve non solo per mostrare allo spettatore come vengono presentate le scelte durante il film, ma anche per far capire in che modo tali scelte influenzino la trama. In questo caso, la scelta dei cereali cambia la pubblicità mostrata in un televisore durante il film, che sarà quella dei cereali scelti. Se lo spettatore non effettua una scelta in tempo, il film prosegue con una scelta predefinita. Se non viene effettuata nessuna scelta allo spettatore verrà mostrata la versione più semplice della storia, scelta da Brooker.

### Riprese
Il film è diretto da David Slade, già regista dell'episodio della quarta stagione Metalhead. La colonna sonora è composta da Brian Reitzell e comprende anche diversi brani degli anni ottanta come Relax dei Frankie Goes to Hollywood, Hold Me Now dei Thompson Twins, Here Comes the Rain Again degi Eurythmics, Too Shy dei Kajagoogoo, Making Plans for Nigel dei XTC e Love on a Real Train dei Tangerine Dream, nonché sulla base della scelta dello spettatore, Phaedra degli stessi Tangerine Dream o The Bermuda Triangle di Isao Tomita. La produzione è durata otto mesi e le riprese circa 35 giorni, una durata considerevolmente superiore rispetto alla media per un episodio di Black Mirror. Alcune riprese in esterna si sono svolte a Croydon nell'aprile 2018. Tra le location utilizzate, il St George's Walk e il grattacielo No. 1 Croydon, usato per il quartier generale della Tuckersoft.

## Analisi
Il termine "bandersnatch" trae origine da una creatura immaginaria creata da Lewis Carroll, apparsa in Jabberwocky e La caccia allo Snark. Nel film sono presenti diversi riferimenti a opere di Carroll. Stefan vuole ritrovare il suo coniglio di peluche, e ciò lo porta a scoprire dei segreti più profondi, in modo simile ad Alice col Coniglio Bianco in Alice nel Paese delle Meraviglie. A un certo punto, Stefan viaggia attraverso uno specchio, in riferimento al romanzo Attraverso lo specchio di Carroll. Le sembianze del Pax sono simili a un'illustrazione del Bandersnatch della stessa opera.
Il termine fa anche riferimento a Bandersnatch, un videogioco sviluppato da Imagine Software e mai pubblicato a causa del fallimento dell'azienda avvenuto nel 1984. La vicenda raggiunse la notorietà nel Regno Unito quando una serie di documentari della BBC, Commercial Breaks, ne documentò il declino improvviso. Gli eventi del film iniziano proprio il 9 luglio 1984, giorno in cui Imagine chiuse, e nel film viene mostrata la copertina della rivista di videogiochi Crash che riporta la notizia. Il videogioco era già stato menzionato in un easter egg dell'episodio della terza stagione Giochi pericolosi, quando appare brevemente sulla copertina di una rivista.

### Easter egg

Il glifo dell'episodio Orso Bianco riappare in Bandersnatch per rappresentare un bivio che conduce a due trame diverse.

In Bandersnatch sono presenti molti riferimenti ad altri episodi di Black Mirror. Il simbolo delle ramificazioni della trama usato da Jerome F. Davies e Stefan è lo stesso utilizzato in Orso Bianco. "Metl Hedd", uno dei videogiochi di successo della Tuckersoft, è un riferimento a Metalhead, episodio anch'esso diretto da Slade; Colin lavora a un gioco chiamato "Nohzdyve", in riferimento all'episodio Nosedive. Butler è in terapia presso la clinica Saint Juniper, chiamata così per l'episodio San Junipero, Tuckersoft è un riferimento a TCKR Systems, azienda apparsa per la prima volta in San Junipero e citata negli episodi successivi. Riferimenti ad altri episodi possono essere visti brevemente tra le pagine del Sun o visti scorrere durante un notiziario televisivo; tra gli episodi citati ci sono Messaggio al Primo Ministro, Torna da me, 15 milioni di celebrità, Vota Waldo!, Odio universale, USS Callister, Crocodile e Hang the DJ. Alcuni giornalisti hanno notato che "R. Haynes" potrebbe alludere a Rolo Haynes, proprietario del museo in Black Museum.
In un finale si sente una registrazione su nastro di dati informatici; caricando il suono in un emulatore per ZX Spectrum viene visualizzato un codice QR con il glifo di Orso Bianco che conduce al sito web fittizio della Tuckersoft, dove è possibile scaricare una copia giocabile di Nohzdyve per ZX Spectrum.

## Premi e riconoscimenti
- Primetime Emmy Awards
  - 2019 - Migliore film per la televisione